# Jam (bóg)
Jam – w mitologii ugaryckiej bóg morza i rzek.  Imię Yam oznacza po prostu „morze”, czasami nazywany jest także Nahar, co oznacza „rzeka”. Przedstawiany jako pół-człowiek, pół-ryba.
Jest bóstwem pierwotnego chaosu, reprezentującym potęgę morza, gniewnego i nieposkromionego; ma władzę nad burzami i jest sprawcą katastrof przez nie wywoływanych. W mitologii greckiej i  rzymskiej jego bliskim odpowiednikiem jest Ofion.
W jednym z mitów Jam żądał haraczu od bogów, ci wysyłają na brzeg Asztarte, która śpiewa dla niego. Mit ten wykazuje analogie do mitu o Hedammu